# أونري غيران
أونري غيران (بالفرنسية: Henri Guérin)‏ (مواليد 27 أغسطس 1921) هو لاعب كرة قدم. يلعب مع منتخب فرنسا لكرة القدم. سبق له أن لعب في كأس العالم لكرة القدم مع منتخب بلاده.

## روابط خارجية
- أونري غيران على موقع قاعدة بيانات كرة القدم.إي يو (الإنجليزية)
- أونري غيران على موقع ناشيونال فوتبول تيمز (الإنجليزية)
- أونري غيران على موقع عالم كرة القدم.نت (الإنجليزية)